# Skibniew-Podawce
Skibniew-Podawce – wieś w Polsce położona w województwie mazowieckim, w powiecie sokołowskim, w gminie Sokołów Podlaski. Ma status sołectwa.
W latach 1975–1998 miejscowość administracyjnie należała do województwa siedleckiego.
Wieś jest siedzibą rzymskokatolickiej parafii św. Wojciecha. Parafia ma nowy, murowany kościół parafialny wybudowany w latach 1984-1990. We wsi znajduje też się zabytkowy, drewniany kościół św. Wojciecha (oryginalne ołtarze odrestaurowane i przeniesione do nowej świątyni).
Obok miejscowości przepływa rzeczka Buczynka, dopływ Bugu.

## Historia
Najstarsza wzmianka o Skibniewie pochodzi z 1417 roku. W Metryce Koronnej wymieniona została Dorota żona Andrzeja ze Skibniewa.Pierwotne dobra skibniewskie uległy podzieleniu na Skibniew, Kostki i Suchodół. Na styku dóbr Skibniew i Kurcze ulokowano kościół, który stał się lokalnym centrum. Prawdopodobnie kościół był wspólną fundacją rodzin Kostków i Kurczów. Budynek kościoła leżał na terenie Skibniewa, zaś plebania z zabudowaniami gospodarczymi na terenie Kurczów. Pierwszym znanym plebanem był ksiądz Jan wymieniony w 1464 roku. Nazwisko Skibniewscy przyjmowali zarówno niektórzy z Kostków, jak i Kurczowie. Podawce były w XVI wieku dobrami odróżnianymi od Skibniewa. Słowo „podawca” oznacza opiekuna Kościoła łac. kolator. W 1528 roku Skibniewscy wystawili 7 konnych na popis pospolitego ruszenia.